# (6618) 1936 SO
(6618) 1936 SO là một tiểu hành tinh nằm ở rìa trong của vành đai chính. Nó được phát hiện bởi Clyde Tombaugh ở Đài thiên văn Lowell ở Flagstaff, Arizona, ngày 16 tháng 9 năm 1936.